# Gene Miles
Pour les articles homonymes, voir Miles.
Pas d'image ? Cliquez ici

a Compétitions nationales et continentales officielles uniquement.

b Matchs officiels uniquement.
Gene Miles, né le 21 juillet 1959 à Townsville, est un ancien joueur de rugby à XIII australien évoluant au poste de centre ou deuxième ligne dans les années 1980 et 1990. Au cours de sa carrière, il a été international australien disputant notamment la Coupe du monde 1985-1988 et a été sélectionné en Queensland Maroons pour le State of Origin dans les années 1980. En club, il joue à l'Wynnum Manly en Brisbane Rugby League premiership avant de rejoindre la première franchise à intégrer la New South Wales Rugby League les Brisbane Broncos où il est capitaine en 1990 et 1991 ; il termine sa carrière sportive en Angleterre aux Wigan Warriors.

## Biographie

### Brisbane Rugby League premiership
Né à Townsville dans l'État du Queensland, Gene Miles rejoint en 1980 les Wynnum Manly qui dispute le Brisbane Rugby League premiership. En 1981, il est pour la première fois appelé à disputer le State of Origin sous les couleurs des Queensland Maroons.
Il fait partie en 1982 des six joueurs évoluant dans l'État du Queensland à être appelé en équipe d'Australie qui effectue une tournée en Grande-Bretagne, sélection qui est surnommée « Les Invincibles » (les autres joueurs du Queensland sont Wally Lewis, Rohan Hancock, Mark Murray, Rod Morris et Mal Meninga). Il connaît sa première sélection contre le pays de Galles le 24 octobre 1982 pour une victoire australienne 37-7. Son premier match-test avec l'Australie se déroule en 1983 contre la Nouvelle-Zélande le 9 juillet 1983. Il participe à la tournée de la sélection australienne en 1986 au Royaume-Uni et prend part à des matchs comptant pour la Coupe du monde 1985-1988.

### New South Wales Rugby League
Miles rejoint la franchise des Brisbane Broncos dès sa première saison en New South Wales Rugby League en 1988, il est titulaire lors de la première rencontre du club. Il devient alors l'un des deuxièmes lignes les plus performants du championnat. En 1989, il participe au State of Origin où les Marrons battent à trois reprises les New South Wales Blues. Il est appelé en sélection nationale mais doit déclarer forfait en raison d'une fracture à la main. En 1990, il annonce son retrait de l'équipe nationale et de son État pour se consacrer uniquement à son club des Broncos où il y devient capitaine en succédant à Wally Lewis. Cette saison 1990 se clôt sur une première qualification de la franchise en phase finale.

### Angleterre
Après 72 matchs pour les Broncos, 14 test-matchs en équipe d'Australie et 19 matchs aux State of Origin, Miles accepte de signer un contrat dans le club anglais des Wigan Warriors. Il y fait ses débuts en octobre 1991 contre Featherstone Rovers. Il y dispute au total 19 matchs pour Wigan et remporte le Championnat d'Angleterre et la Challenge Cup. Il forme avec Martin Offiah un partenariat fructueux.

### Style de jeu
Initialement formé au poste de centre, Miles a souvent évolué en tant que deuxième ligne au cours de sa carrière. Ses principales qualités étaient ses passes avec son habileté d'effectuer des passes à une main.

## Après-carrière
Miles retourne en Australie une fois sa carrière achevée en Angleterre, il devient alors consultant sportif sur Channel 9. Il reçoit l'Australian Sports Medal en 2000 pour sa contribution dans l'équipe d'Australie de rugby à XIII.
En 2008, Miles est nommé dans une liste des cent meilleurs joueurs de rugby à XIII dressée par la NRL et l'Australian Rugby League pour célébrer le centenaire du rugby à XIII en Australie.

## Carrière

### En club
En BRL :
- 1980-1987 : Wynnum Manly Seagulls.

En NSWRL :
- 1988-1991 : Brisbane Broncos.

En Angleterre :
- 1991-1992 : Wigan Warriors.

## Palmarès

### En club
- Champion d'Angleterre : 1992.
- Vainqueur de la Challenge Cup : 1992.

### En sélection

#### En équipe d'Australie
- 15 sélections dont 14 en test-matchs et 4 comptant pour la Coupe du monde entre 1982 et 1987.

#### En Queensland Maroons
- 22 matchs pour les Queensland Maroons entre 1982 et 1989.